# Bellús
Pour les articles homonymes, voir Bellus.
Bellús (en valencien et en castillan) est une commune de la province de Valence, dans la Communauté valencienne, en Espagne. Elle est située dans la comarque de la Vall d'Albaida et dans la zone à prédominance linguistique valencienne. Sa population s'élevait à 343 habitants en 2013.

## Géographie

Localisation de Bellús
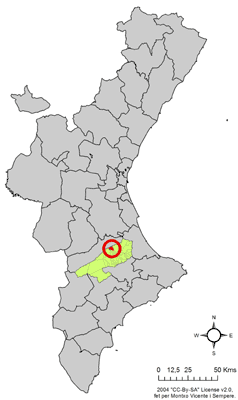
dans la Communauté valencienne.
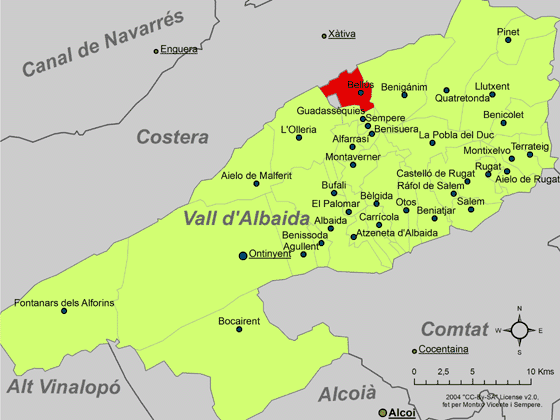
dans la comarque de la Vall d'Albaida.

### Localités limitrophes
Le territoire municipal de Bellús est voisin de celui des communes suivantes :
Benigànim, Guadasséquies, Xàtiva, L'Olleria et Sempere, toutes situées dans la province de Valence.

## Démographie
| 1990 | 1992 | 1994 | 1996 | 1998 | 2000 | 2002 | 2004 | 2005 |
| ---- | ---- | ---- | ---- | ---- | ---- | ---- | ---- | ---- |
| 415  | 413  | 408  | 383  | 391  | 399  | 385  | 383  | 385  |

## Administration
Liste des maires, depuis les premières élections démocratiques.
| Législature | Nom du Maire                | Parti politique |
| ----------- | --------------------------- | --------------- |
| 1979-1983   | Diodoro Ferrando Cuquerella | UV              |
| 1983-1987   | Diodoro Ferrando Cuquerella | UV              |
| 1987-1991   | Diodoro Ferrando Cuquerella | UV              |
| 1991-1995   | Diodoro Ferrando Cuquerella | UV              |
| 1995-1999   | Diodoro Ferrando Cuquerella | UV              |
| 1999-2003   | Diodoro Ferrando Cuquerella | UV              |
| 2003-2007   | Juan Vicente García Monzó   | PSPV-PSOE       |
| 2007-2011   |                             |                 |

### Sources
- (es) Cet article est partiellement ou en totalité issu de l’article de Wikipédia en espagnol intitulé « Bellús » (voir la liste des auteurs).